# اورتون (همپشر)
اورتون (به انگلیسی: Overton) یک روستا و محله مدنی در بریتانیا است که در Basingstoke and Deane واقع شده‌است. اورتون ۴٬۳۱۵ نفر جمعیت دارد.